# سیارک ۱۲۲۷۲
سیارک ۱۲۲۷۲ (به انگلیسی: 12272 Geddylee، نامگذاری:1990SZ3) دوازده هزار و دویست و هفتاد و دومین سیارک کشف شده‌است که در ۲۲ سپتامبر ۱۹۹۰ کشف شد.
قدر مطلق سیارک برابر ۳۲.۳ است.